# 利普斯科

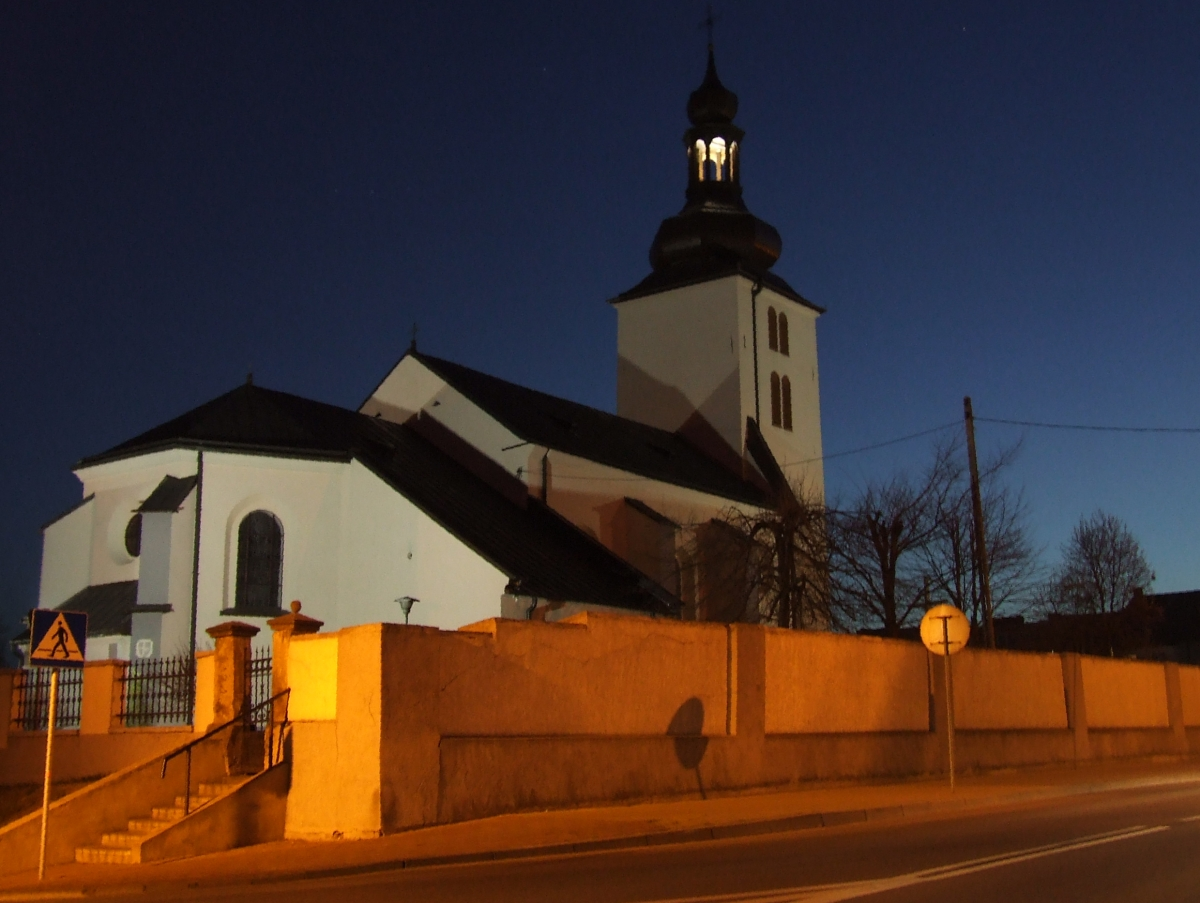

利普斯科是波蘭的城鎮，位於該國東部，由馬佐夫舍省負責管轄，始建於16世紀，面積15.7平方公里，2006年人口5,826。第二次世界大戰期間，納粹德國在1939年9月8日燒死該鎮60名猶太人。

## 外部連結
- Official town webpage（页面存档备份，存于）
- Map, via mapa.szukacz.pl（页面存档备份，存于）
- Jewish Community in Lipsko on Virtual Shtetl